# Milán (Colômbia)

Localização da cidade de Milán
no departamento de Caquetá.

Milán é um município da Colômbia localizada no departamento de Caquetá.